# アイム・アローン
アイム・アローン (I'm Alone) は、かつてアメリカ合衆国の禁酒法時代に、ラム・ランナー（rum runner：酒類密輸船）として使用されていたカナダ船籍の船。この補助艦艇スクーナーは、1923年にノバスコシア州で建造され、6年間にわたって禁制品だったアルコールの密輸に従事していた。別の資料では、この船はイギリスで建造されたものとなっている。この船の船籍は、ノバスコシア州ルーネンバーグに置かれていた。アイム・アローンは、1929年3月22日、英領ホンジュラスで酒類を積み込んだ帰途に、ルイジアナ州沖のメキシコ湾で合衆国沿岸警備隊のウォルコット (USCGC Wolcott) に捕捉された。アイム・アローンの乗員たちは、停船命令に従わなかったため、デクスター (USCGC Dexter) から砲撃を受けて沈没した。8人の乗組員のうち、7人は救助された。残るひとりのフランス系カナダ人甲板長レオン・メンギー (Leon Mainguy) が死亡した。船長ジョン・"ジャック"・ランデル (John "Jack" Randell) をはじめとして、生き残った乗員たちは逮捕され、ニューオーリンズで投獄された。
船の沈没は、カナダとアメリカ合衆国の関係に緊張をもたらし、使節としてカナダから派遣されたヴィンセント・マッシーは、アメリカ合衆国側の行動を非難した。カナダ政府は、損害賠償を求めた。これに対し、エリザベス・フリードマンが指揮した合衆国沿岸警備隊の情報部員たちは、国際仲裁の場で、アイム・アローンがカナダ船籍であったものの所有者たちはアメリカ人であったことを明らかにした。結果的に、合衆国は罰金を支払ったものの、その額は当初カナダが要求したものよりはるかに少額であった。ランデル船長と死亡した船員の妻アマンダ・メンギー (Amanda Mainguy) には、賠償金 (restitution) が支払われた。

## 関連文献
- “Claim of the British Ship "I'm Alone" v. United States”. The American Journal of International Law (Cambridge University Press) 29 (2):  326-331. (1935). doi:10.2307/2190502. ISSN 00029300. JSTOR 2190502 2024年8月21日閲覧。.
- "The Sinking of The I'm Alone" - ジャック・ランデルに関する書誌情報を含む
- 沼田良亨「第1章第3項の「3 措置の限度 (1) アイム・アローン号(The I’m Alone)事件(1929年)」『海上における阻止活動の新展開 : 合法性根拠の追求を中心として』横浜国立大学〈博士(学術) 甲第1144号〉、2009年、31-32頁。 NAID 500000485108。